# Granni
Granni (isl. „sąsiad”) – wodospad w południowo-zachodniej Islandii na rzece Fossá (dopływ Þjórsá). Jest sąsiadem (stąd jego nazwa) bardziej znanego wodospadu Háifoss. Oba powstały w miejscu, w którym rzeka Fossá rozwidla się i spada z progu skalnego do głębokiego kanionu w postaci dwóch strug – większej na zachodzie, tworzącej Háifoss i nieco mniejszej na wschodzie, tworzącej Granni. 
Wodospad Granni opada w postaci kaskady o łącznej wysokości 127 m, z największym spadem o wysokości 101 m. Według niektórych źródeł uznawany jest za siódmy pod względem wysokości wodospad Islandii. Inne źródła podają wysokość 100 m.
Do wodospadów można dotrzeć drogą nr 332 lub szlakiem z historycznej farmy Stöng.